# 窄肢湖角猛水蚤
窄肢湖角猛水蚤（学名：Limnocletodes angustodes）为短角猛水蚤科湖角猛水蚤属的动物，是中国的特有物种。分布于广东、云南、江苏、河北、天津市等地，一般生活于纯淡水的江河中。